# Vittorio Giannattasio
Vittorio Giannattasio (San Giuseppe Vesuviano, 13 agosto 1904 – Mar Mediterraneo, 29 marzo 1941) è stato un militare e marinaio italiano, insignito della medaglia d'oro al valor militare alla memoria nel corso della seconda guerra mondiale.

## Biografia

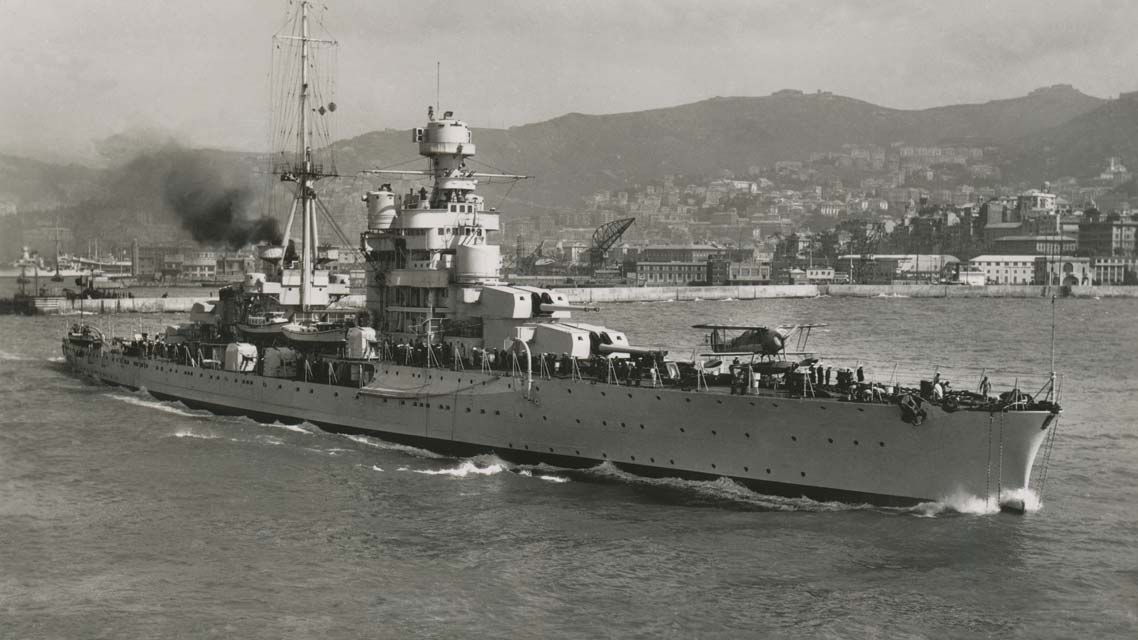
L'incrociatore pesante Zara in una foto del 1938.

Nacque a San Giuseppe Vesuviano (Napoli) il 13 agosto 1904.  Attratto dal mare, all'età di 13 anni entrò nella Regia Accademia Navale di Livorno conseguendo la nomina a guardiamarina nel luglio 1922. Fu promosso sottotenente di vascello nel gennaio del 1924 e tenente di vascello nel 1927, e specializzandosi nella Direzione del Tiro divenendo insegnante di artiglieria e balistica presso l'Accademia Navale negli anni 1931-1934.
Promosso capitano di corvetta nel 1936, si imbarcò dapprima sull'incrociatore pesante Gorizia con l'incarico di 1° direttore del tiro e nel 1938 ebbe il comando di una squadriglia di torpediniere, alzando la sua insegna sulla torpediniera Cassiopea. Promosso  capitano di fregata nel 1939, venne nuovamente destinato all'Accademia Navale con l'incarico di insegnante al Corso di specializzazione D.T.
Con l'entrata in guerra del Regno d'Italia, avvenuta il 10 giugno 1940, si imbarcò, a domanda e con l'incarico di vicecomandante, sull'incrociatore pesante Zara, a bordo del quale si distinse nella battaglia di Punta Stilo (10 luglio 1940). Nello scontro notturno di Capo Matapan sulla notte del 28 marzo 1941 lo Zara rimase gravemente danneggiato e con incendi a bordo. Con l'incrociatore impossibilitato a manovrare, all'ordine di autoaffondamento impartito dal comandante Luigi Corsi si portò immediatamente, seguito dall'ufficiale addetto al deposito sottotenente del C.R.E.M. Umberto Grosso, nella santabarbara provvedendo all'innesco degli esplosivi. Morì nell'immane esplosione avvenuta alle ore 02:30 circa del mattino del 29 marzo.
Il capitano Giannattasio fu insignito di medaglia d'oro al valor militare alla memoria. La Regia Marina volle subito onorarne il nome, assegnandolo ad un cacciatorpediniere della Classe Comandanti Medaglie d'Oro che non fu mai completato a causa della vicende armistiziali dell'8 settembre 1943.